# I Lost My Little Girl
"I Lost My Little Girl" es la primera canción escrita por Paul McCartney, cuando tenía 14 años, en 1956. Una interpretación de esta canción se puede escuchar en el disco de McCartney de 1991, Unplugged (The Official Bootleg).
McCartney escribió "I Lost My Little Girl", usando su primera guitarra, una guitarra sajona Framus Zenith (modelo 17), que todavía posee.
Una versión de esta canción con John Lennon como voz principal fue realizada por The Beatles durante sus sesiones de Get Back.